# Rocca Malatestiana (Mondaino)
Die Rocca Malatestiana ist eine mittelalterliche Burg in Mondaino in der italienischen Region Emilia-Romagna.

## Geschichte und Beschreibung

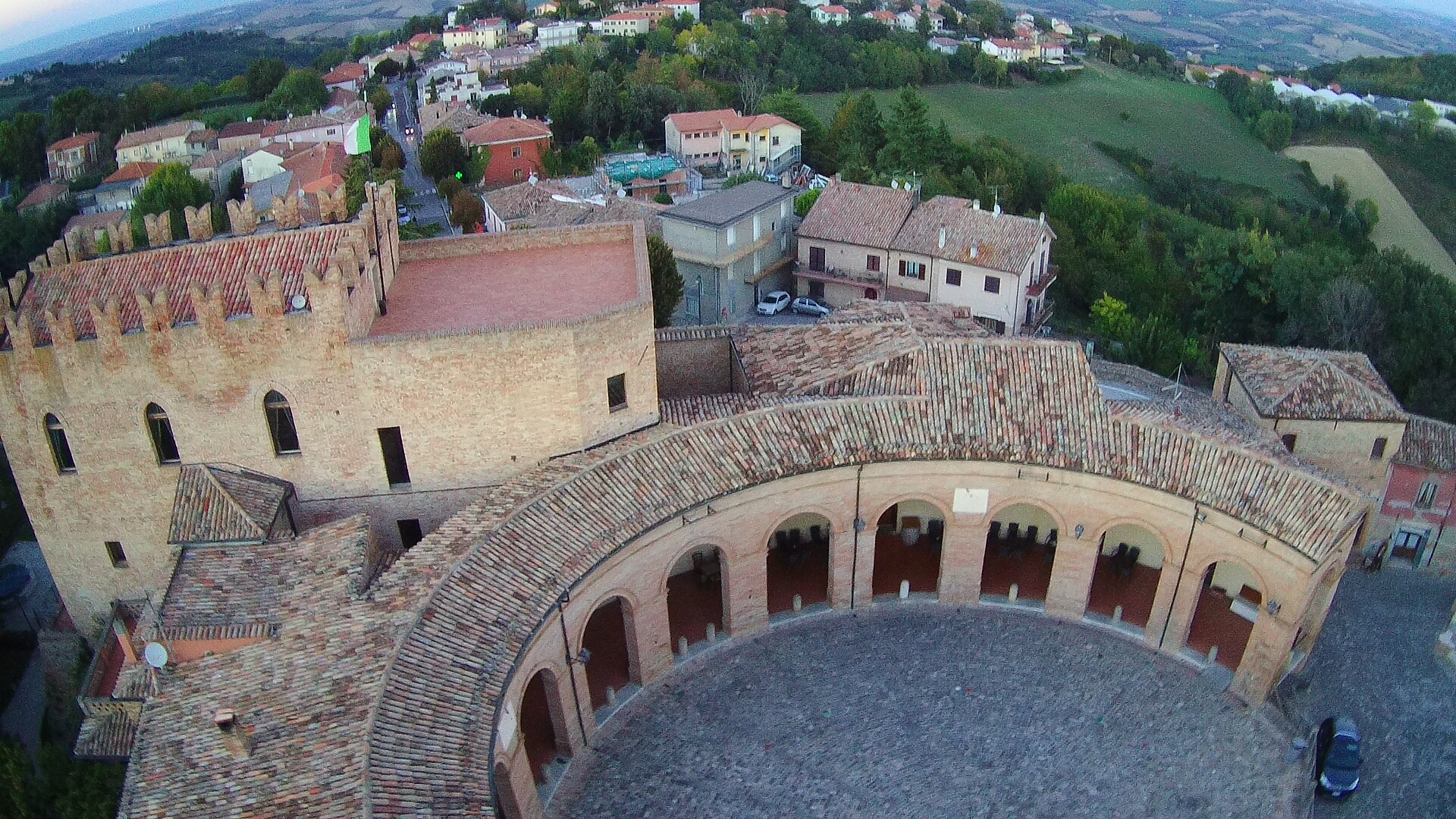
Rocca Malatestiana und Loggiato von oben

Das Dorf Mondaino war vor allen Dingen ein militärischer Vorposten zur Grenzverteidigung, ebenso wie das benachbarte Montegridolfo und wechselte öfter die Seiten zwischen der Stadt Rimini und dem Herzogtum Urbino. Insbesondere mit dem Auftauchen der Malatestas, der Herren von Rimini, die den Süden der Romagna und einen Teil der angrenzenden Marken zwischen dem 13. und dem 16. Jahrhundert beherrschten, gewann der Ort an militärischer und ziviler Bedeutung. Sie erweiterten die Burg und ihre Befestigungen. Die Außenmauern erhielten im 16. Jahrhundert mit ihrer Anschrägung, die weniger empfindlich gegenüber Artillerieeinschlägen waren als die früheren geraden Mauern, ihr heutiges Aussehen.
Im 16. Jahrhundert ließ Sigismondo Malatesta auch die eleganten ghibellinischen Zinnen an der Burg anbringen und machte sie zum Zentrum des Bollwerks der Stadtmauer mit ihren 13 Türmen. Die Struktur der Burg ist einfach, aber effektiv: Federico da Montefeltro nannte sie einen „starken und bedeutenden Ort, der unter keinen Umständen erobert werden kann“. Von ihrem höchsten Punkt, einer Terrasse, dominiert die Burg die ganze Romagna, die Küste von Pesaro und Montefeltro. Von ihrem niedrigsten Punkt gehen eine Reihe von Wegen aus, die für militärische Zwecke genutzt werden.
Mondaino und seine Burg waren zwischen den Familien Malatesta und Da Montefeltro stets umkämpft.
Mit der Burg verbunden ist auch die Person des Dichters Giovanni Muzzarelli aus Mantua, der von Bernardo Bembo beschützt wurde und von 1509 bis 1514 Gouverneur der Burg war; er verschwand unter mysteriösen Umständen.
Die Burg ist die Kulisse für alle Veranstaltungen, die in dem Dorf stattfinden, z. B. das „Palio de lo Daino“, in dem der Friedensschluss zwischen Sigismondo Malatesta und Federico da Montefeltro im Jahre 1459 nachgespielt wird. Heute ist die Burg auch Sitz der Stadtverwaltung und des Stadtmuseums.

### Musei di Mondaino (Stadtmuseum)
Das Museo Paleontologico (dt.: Paläontologisches Museum) ist in den Räumen der Burg untergebracht und man kann dort Fossilien bewundern, die in Mondaino und Umgebung gefunden wurden und aus dem oberen Miozän stammen. Es sind dies charakteristische Fische für eine Meerestiefe von etwa 100 Metern, darunter etliche Exemplare von Stöckern, Sardinen, Vorfahren der heutigen Barracudas und Laternenfische.
Die Mostra permanente delle maioliche (dt.: Ständige Ausstellung von Majoliken) findet sich in der Via Secondaria Levante und besteht aus einer Sammlung wertvoller Majoliken, die vom 16. bis zum 18. Jahrhundert in Mondaino hergestellt wurden. Bemerkenswert sind die Halbzeuge als Beweis dafür, dass die Öfen sich innerhalb der Umfassungsmauer befanden. Niemand erinnerte sich an diese Produktion, bis 1998 Professor Giovanni Rimondini ein Dokument fand, in dem geschrieben stand, dass die alten, halbrunden Türme verwendet wurden, um Produktionsabfälle zu entsorgen.
Die Mostra della Torre Portaia (dt.: Ausstellung im Torre Portaia) im Inneren der Porta Marina, zeigt, wie ein Wachposten Mitte des 15. Jahrhunderts ausgesehen haben könnte.